# دوري سان مارينو 1997–98
دوري سان مارينو 1997–98 (بالإيطالية: Campionato Dilettanti 1997-1998)‏ هو الموسم 13 من  دوري سان مارينو. أشرف على تنظيمه اتحاد سان مارينو لكرة القدم، وكان عدد الأندية المشاركة فيه  16، وفاز فيه فولغوري فالتشانو.